# كيكي بيريز
كيكي بيريز (بالإسبانية: Enrique Pérez Muñoz)‏ هو لاعب كرة قدم إسباني في مركز الوسط، ولد في 1997 في طليطلة في إسبانيا. لعب مع رايو فايكانو ب.

## وصلات خارجية
- كيكي بيريز على موقع قاعدة بيانات كرة القدم.إي يو (الإنجليزية)
- كيكي بيريز على موقع Soccerway.com (الإنجليزية)